# Stellardrone
Stellardrone est le nom de scène du compositeur de musique électronique ambiante Edgaras Žakevičius, né en 1987 à Vilnius en Lituanie.

## Biographie
Stellardrone commence la composition de musique ambiante en 2007. Il n'utilise qu'un logiciel de musique assistée par ordinateur tel que Reason ou Ableton Live ainsi que différents plugins VST(Virtual Studio Technology) afin de composer ses titres. N'ayant pas de formation musicale, seule une passion grandissante depuis ses 20 ans le pousse à composer.
Edgaras Žakevičius cite Brian Eno, Klaus Schulze, Pete Namlook ou encore Jonn Serrie comme sources d’inspiration.

## Discographie
Tous les titres composés par Edgaras sont sous licence Creative Commons.

### Albums
- 2009 : On A Beam Of Light
- 2010 : Sublime
- 2010 : Invent The Universe
- 2012 : Echoes
- 2013 : Light Years
- 2017 : Between The Rings

### Singles et EP
- 2011 : The Earth Is Blue
- 2011 : A Moment Of Stillness